# Tanwan
Tanwan är en ort i Kina. Den ligger i provinsen Hunan, i den södra delen av landet, omkring 280 kilometer väster om provinshuvudstaden Changsha.
Runt Tanwan är det ganska tätbefolkat, med 230 invånare per kvadratkilometer. Närmaste större samhälle är Chenyang, 5,9 km norr om Tanwan. I omgivningarna runt Tanwan växer huvudsakligen savannskog.
Genomsnittlig årsnederbörd är 1 960 millimeter. Den regnigaste månaden är maj, med i genomsnitt 337 mm nederbörd, och den torraste är december, med 48 mm nederbörd.